# Geoffrey Dummer
Geoffrey William Arnold Dummer, MBE (1945), nositel Medaile svobody USA s bronzovou palmou, (25. února 1909 Kingston upon Hull – 9. září 2002 Malvern) byl anglický inženýr a konzultant v oblasti elektroniky, který je považován za první osobu, která na přelomu 40. a 50. let 20. století popularizovala koncepty, jež nakonec vedly k vývoji integrovaného obvodu, běžně nazývaného mikročip. 
Na počátku 30. let studoval Dummer elektrotechniku na Manchester College of Technology. Poté Dummer absolvoval první radarová školení a ve 40. letech 20. století se stal průkopníkem spolehlivostního inženýrství v Ústavu pro výzkum telekomunikací (Telecommunications Research Establishment, TRE) v Malvernu ve Worcestershire v Anglii (později se z ústavu stal Royal Radar Establishment).
Jeho práce s kolegy v TRE ho přivedla k přesvědčení, že by bylo možné vyrobit více obvodových prvků v látce, jako je křemík. V roce 1952 se stal jedním z prvních lidí, kteří veřejně vystoupili s přednáškou na téma integrovaných obvodů, a svou koncepční práci představil na konferenci ve Washingtonu, D.C. Díky tomu byl nazýván "prorokem integrovaných obvodů".
Dummer byl v roce 2000 po mrtvici přijat do domova důchodců v Malvernu a v září 2002 zemřel ve věku 93 let. 